# エリス・パーク・スタジアム
エリス・パーク・スタジアム（Ellis Park Stadium）は、南アフリカ共和国ハウテン州ヨハネスブルグ市都市圏F区にある球技場である。命名権により、エミレーツ・エアライン・パーク（Emirates Airline Park）とも呼ぶ。

## 概要
標高約1700mの場所にある。
ユナイテッドラグビーチャンピオンシップのエミレーツ・ライオンズと、カリーカップのゴールデン・ライオンズの本拠地である。
1995年には、ラグビーワールドカップの決勝戦を開催した。2010年のFIFAワールドカップ 南アフリカ大会でも使用された。

## 歴史
1889年にゴールデン・ライオンズが発足。ライオンズの初ゲームはヨハネスブルク公園駅に位置するWanderers Club's stadiumであった。
1927年、ヨハネスブルク近郊のen:Doornfonteinの採石場が代替地として特定される。後のエリスパークとなる土地13エーカー (53,000 m2)が利用可能となり、同年10月10日にヨハネスブルク市長J. D. Ellisと締結 (彼の名が後に公園名となる)。1928年に竣工し、ラグビーニュージーランド代表 (オールブラックス)と対戦。観客数は38,000人であった。
1995年、ラグビーワールドカップが開催され、5試合が行われた。決勝戦が6月24日に6万5000人の観客の前で行われ、南アフリカ共和国はニュージーランドを15対12で破った。当時の様子は、2009年公開の映画『インビクタス/負けざる者たち』でも描かれた。
2005年、南アフリカ共和国初の「黒人所有スタジアム」となった。ゴールデン・ライオンズが、エリス・パーク地区の管理を黒人所有率51%の企業に引き継ぎ、オーランド・パイレーツFC、Interza Lesego、エリス・パーク・スタジアム有限会社が、管理会社を構成している。
2008年7月から2012年10月まで、コカ・コーラがネーミングライツを獲得し、名称は「コカ・コーラ・パーク （Coca-Cola Park）」となった。
2009年6月、FIFAコンフェデレーションズカップが開催され、決勝戦を含む5試合が行われた。
2010年6月、FIFAワールドカップで7試合が行われた。
2019年8月、アラブ首長国連邦のエミレーツ航空がネーミングライツを獲得し、エミレーツ・エアライン・パーク（Emirates Airline Park）と命名された。すでにエミレーツ航空は、ここを本拠地とするライオンズのスポンサーにもなっていた。